# NGC 7507
NGC 7507 est une galaxie elliptique située dans la constellation du Sculpteur. Sa vitesse par rapport au fond diffus cosmologique est de 1 244 ± 24 km/s, ce qui correspond à une distance de Hubble de 18,4 ± 1,4 Mpc (∼60 millions d'al). NGC 7507 a été découverte par l'astronome germano-britannique William Herschel en 1783.
À ce jour, 18 mesures non basées sur le décalage vers le rouge (redshift) donnent une distance de 23,383 ± 7,403 Mpc (∼76,3 millions d'al), ce qui est à l'intérieur des valeurs de la distance de Hubble.

## Caractéristiques
Selon un article publié en 2015, NGC 7507 est une galaxie du champ, c'est-à-dire qu'elle n'appartient pas à un amas ou un groupe et qu'elle est donc gravitationnellement isolée, ce qui contredit le fait qu'elle forme une paire de galaxies avec NGC 7513 et qu'elle soit le principal membre d'un trio de galaxies. Selon le modèle standard de la cosmologie, l'Univers est composé de 26,5% de matière noire, mais NGC 7507 semble en être totalement dépourvue, ou elle en contient vraiment peu.
La galaxie présente un halo stellaire particulier, constitué d'un halo interne et externe, présentant chacun une vitesse et un sens de rotation différent. On pense que ces caractéristiques orbitales pourraient être le résultat d'une fusion galactique passée.

## Groupe de NGC 7507
NGC 7507 est membre d'un groupe de galaxies qui porte son nom. Selon Richard Powell, le groupe de NGC 7507 renferme au moins trois membres. Les autres galaxies du groupe sont NGC 7513 et ESO 469-15.
De plus, NGC 7507 et NGC 7513 forment une paire de galaxies,.